# 乌尔斯·科伊费尔
乌尔斯·科伊费尔（德語：Urs Käufer，1984年11月17日—），德国男子赛艇运动员。他曾代表德国参加世界赛艇锦标赛，获得一枚金牌和一枚银牌。他也参加了2008年和2012年夏季奥运会。